# غاستون سيليرينو
غاستون اندريس خافيير سيليرينو جراسو (بالإسبانية: Gastón Andrés Javier Cellerino Grasso)‏ (مواليد 26 يونيو 1986 في فيدما - الأرجنتين) لاعب كرة قدم أرجنتيني يلعب حاليا لصالح نادي الدرجة الأولى ليفورنو الإيطالي منذ 2009 في مركز المهاجم .

## روابط خارجية
- غاستون سيليرينو على موقع قاعدة بيانات كرة القدم.إي يو (الإنجليزية)
- غاستون سيليرينو على موقع Soccerway.com (الإنجليزية)
- غاستون سيليرينو على موقع عالم كرة القدم.نت (الإنجليزية)
- غاستون سيليرينو على موقع AS.com (الإسبانية)
- غاستون سيليرينو على موقع GSA (الإنجليزية)